# Suphisellus phenax
Suphisellus phenax is een keversoort uit de familie diksprietwaterkevers (Noteridae). De wetenschappelijke naam van de soort werd in 1954 gepubliceerd door Félix Guignot.